# Yucca rostrata
Yucca rostrata Engelm. ex Trel.  es una especie de planta fanerógama perteneciente a la familia Asparagaceae.

## Distribución
Es nativa del sur de los Estados Unidos y norte de México.

## Descripción

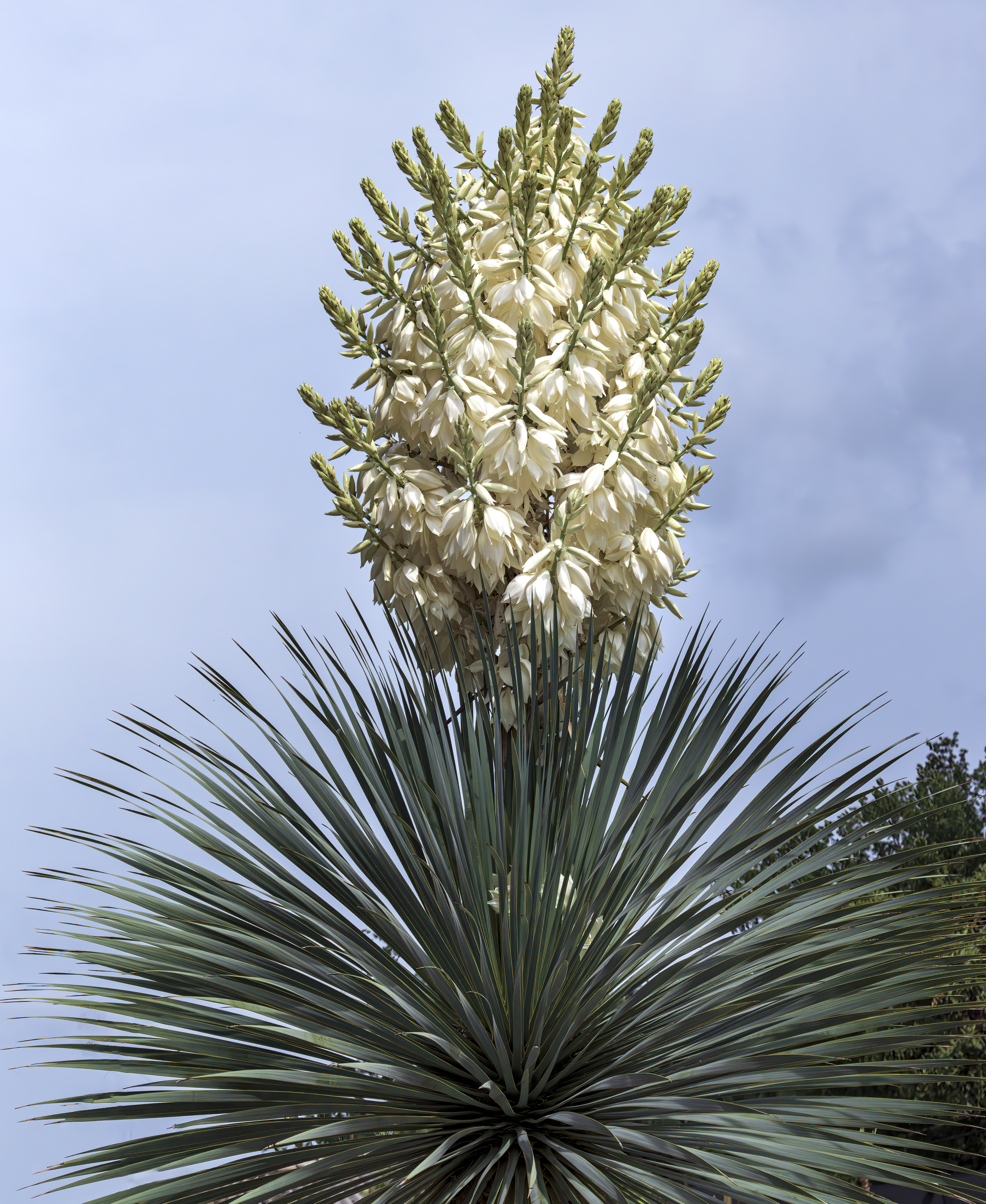
Yucca rostrata- inflorescencia

Yucca rostrata es una planta que alcanza los  4,5 m de altura. Tiene delgadas hojas que surgen de una roseta simétrica. Las inflorescencias de pequeñas flores de color blanco aparecen en otoño.

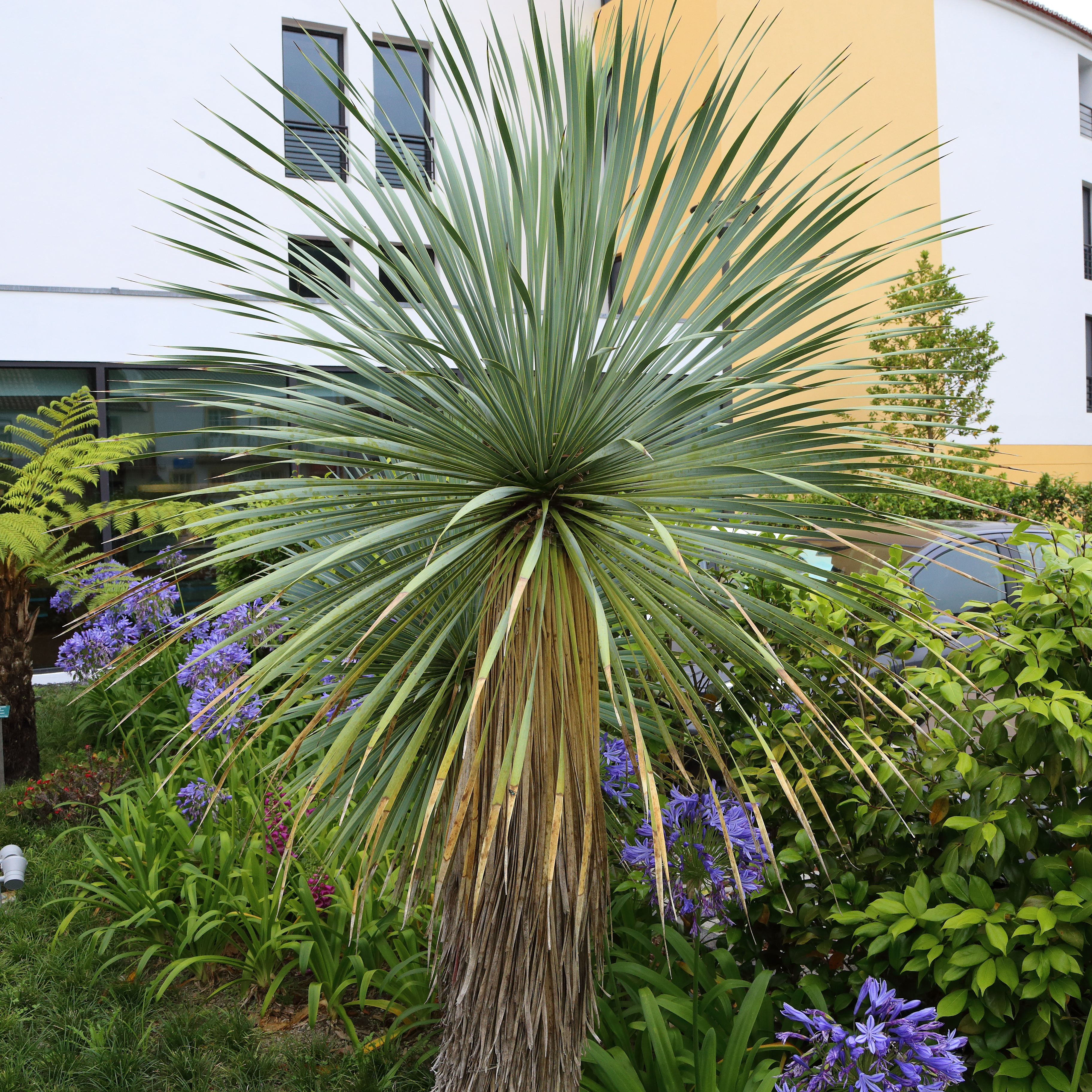
Vista de la planta

## Taxonomía
Yucca rostrata fue descrito por Engelm. ex Trel.   y publicado en Annual Report of the Missouri Botanical Garden 13: 68–71, pl. 36, f. 2, pl. 40–42, pl. 84, f. 3. 1902.
Etimología
Yucca: nombre genérico que fue nombrado por Carlos Linneo y que deriva por error de la palabra taína: yuca (escrita con una sola "c").
rostrata: epíteto latíno que significa "picuda, curvada"
Sinonimia
- Yucca linearis (Trel.) D.J.Ferguson
- Yucca rostrata var. linearis Trel.[5]